# Plus tard tu comprendras
Pour plus de détails, voir Fiche technique et Distribution.
Plus tard tu comprendras (en hébreu מאוחר יותר), est un film allemand, français et israélien réalisé par Amos Gitaï en 2008, diffusé à la télévision sur France 2 le 20 janvier 2009, la veille de sa sortie en salle.
Il est adapté du roman autobiographique du même nom de Jérôme Clément, qui fait une brève apparition lors de la première séquence du film.

## Synopsis
Victor découvre qu'une partie de sa famille, juive, a été déportée pendant la guerre. Il tente d'en savoir plus sur ce passé enfoui en interrogeant sa mère.

## Fiche technique
- Titre : Plus tard tu comprendras
- Titre original : Plus tard
- Titre international : Later
- Titre au Canada : One Day You'll Understand
- Réalisation : Amos Gitaï
- Scénario : Amos Gitaï, Marie-José Sanselme, Dan Franck
- Musique : Louis Sclavis
- Producteur : Amos Gitaï, Serge Moati, Nicole Collet
- Société de distribution : EuropaCorp Distribution (France)
- Pays :  Allemagne,  France,  Israël
- Langue : français
- Durée : 90 minutes
- Dates de sortie :
  -  Israël : 6 novembre 2008
  -  France : 21 janvier 2009

## Distribution
- Hippolyte Girardot : Victor
- Jeanne Moreau : Rivka
- Emmanuelle Devos : Françoise
- Dominique Blanc : Tania
- Daniel Duval : Georges Gornick
- Denise Aron-Schropfer : Sipa Gornick
- Jan Oliver Schroeder : l'officier allemand
- Serge Moati : le pharmacien
- Mouna Soualem : Esther
- Samuel Cohen : Louis
- Jérôme Boyer : l'ami de Georges
- Annie Mercier
- Patrick Klugman
- Max Denes
- Claire Magnin
- Mathilde Viot